# Condado de Sorróndegui
El condado de Sorróndegui es un título nobiliario español creado el 3 de mayo de 1875 por el rey Alfonso XII a favor de María Cristina de Sorróndegui y Martínez Alcaide, Dama de la Orden de las Damas Nobles de la Reina María Luisa. El 6 de enero de 1879 se aprobó una resolución por la que se declaraba caducado el real decreto de concesión del título sin que se hubiera aprobado el real despacho por parte del rey, siendo aprobada de nuevo dicha concesión el 7 de julio de 1886, siendo regente la reina María Cristina de Habsburgo.

## Condes de Sorróndegui
|                                   | Titular                                          | Periodo                  |
| Creación por Alfonso XII          | Creación por Alfonso XII                         | Creación por Alfonso XII |
| --------------------------------- | ------------------------------------------------ | ------------------------ |
| I                                 | María Cristina de Sorróndegui y Martínez Alcaide | 1875-1879                |
| Segunda creación por Alfonso XIII |                                                  |                          |
| I                                 | María Cristina de Sorróndegui y Martínez Alcaide | 1886-1896                |
| Rehabilitado por Alfonso XIII     |                                                  |                          |
| II                                | Manuel Salvado y Muro                            | 1930-1967                |
| III                               | José María Merino Salvado                        | 1969-1992                |
| IV                                | María del Pilar Merino Bigeriego                 | 1992-actual titular      |

## Historia de los condes de Sorróndegui
- María Cristina de Sorróndegui y Martínez Alcaide, Llaguno y Gómez-Labrador (Madrid, 24 de julio de 1819-Madrid, 28 de julo de 1896), I condesa de Sorróndegui.[4] Hija del coronel de caballería Felipe Sorróndegui y de Andrea Martínez de Alcaide. Fue camarista de Palacio, nombrada por la reina regente, María Cristina de Borbón,  el 4 de junio de 1838.[5]

Casó con Sebastián Vassallo y Moríano. Coronel de Caballería. Hermano del director general de Caballería el Mariscal de Campo Francisco Vassallo y Moriano.
En 1909 quedó suprimido el título por el Ministerio de Gracia y Justicia.
Rehabilitado en 1930 por su sobrino
- Manuel Salvado y Muro, Pérez de Tejada y López Montenegro (m. 1 de noviembre de 1967), II conde de Sorróndegui. Hijo de Ricardo Salvado y Pérez de Tejada y de Manuela Muro y López-Montenegro.[9]

Casó en abril de 1931 con María del Carmen Flores de Lizaur y Bonilla, hermana de la condesa consorte de Canilleros. Le sucedió su sobrino:
- José María Merino y Salvado, III conde de Sorróndegui, desde 1969.[10]

Casó con María del Pilar Bigeriego y López-Montenegro. Le sucedió su única hija:
- María del Pilar Merino y Bigeriego, IV condesa de Sorróndegui desde 1992.[11]

Casó con Jerónimo Ruano de Burnay y Vernhes